# NSSDC ID
NSSDC ID, sendo o "ID" do inglês: International Designator ou "Designador Internacional do NSSDC", é um código internacional para identificar satélites. Essa designação é administrada pelo NSSDC dos Estados Unidos, e é uma evolução da designação COSPAR.

## Formação
Um NSSDC ID é composto por três partes:
- O ano de lançamento
- Um número sequencial de três dígitos para os lançamentos daquele ano
- Um código de até três letras identificando cada componente no lançamento, desde o veículo lançador até as cargas úteis num lançamento múltiplo por exemplo.

## Exemplo
O lançamento do foguete Ariane 5 em 20 de dezembro de 2008, foi o 65º lançamento daquele ano, e colocou 4 objetos em órbita: o último estágio do foguete (código 2008-065D), a estrutura inter satélites, SYLDA (2008-065C) e dois satélites de telecomunicações (2008-065A e 2008-065B)